# Still (RMI)
Still  is een studioalbum van Radio Massacre International. Het werd, net als het vorige en volgende album, uitgegeven in 2013 en zag met vijf andere een gezamenlijke release. Het was al een tijdje stil rond de band en ze leek van de aardbodem verdwenen, toen er een zestal albums tegelijkertijd verscheen. Het leek alsof de band totaal vergeten was dat er af en toe een release moest komen. Zowel de studio- als de livealbums kwamen uit op hun eigen Northern Echoes-platenlabel, hetgeen inhoudt dat hun contract met een officieel platenlabel ten einde was gekomen. De opnamen kwamen tot stand in The Greenhouse te Stockport.

## Musici
- Steve Dinsdale - toetsen en slagwerk;
- Duncan Goddard - toetsen en basgitaar;
- Gary Houghton - toetsen en gitaar.

## Muziek
| Nr. | Titel            | Duur  |
| --- | ---------------- | ----- |
| 1.  | becomes the room | 22:19 |
| 2.  | all of the sky   | 14:20 |
| 3.  | returning green  | 32:28 |